# Ciska Vermeulen
Ciska Vermeulen (Lokeren, 12 december 1986) is een Belgische ruiter.

## Carrière
Vermeulen begon met paardrijden op haar zevende. Als gevolg van een paardrijongeval heeft ze een verlamming aan haar linkerarm. Op de Paralympische Zomerspelen 2012 in Londen greep ze individueel net naast een podiumplaats en behaalde een 5e plaats in de vrije kür. In 2016 haalde Vermeulen samen met haar paard Rohmeo (14 jaar) een zilveren medaille op de Freestyle Test van de CPEDI*** in Roosendaal.
Op de Paralympische Zomerspelen 2016 in Rio haalde ze een 6e plaats individueel.

## Beste uitslagen

### Paralympische Spelen
| Evenement   | Resultaat | Paard         | Onderdeel      |
| ----------- | --------- | ------------- | -------------- |
| Londen 2016 | 6e        | Rohmeo        | Individueel IV |
| Londen 2012 | 4e        | Whooney Tunes | Individueel IV |
| Londen 2012 | 9e        | Whooney Tunes | Team IV        |
| Londen 2012 | 5e        | Whooney Tunes | Vrije Kür IV   |

### Wereldruiterspelen
| Evenement | Resultaat | Paard         | Onderdeel      |
| --------- | --------- | ------------- | -------------- |
| Caen 2014 | 8e        | Whooney Tunes | Individueel IV |